# 士幌町
士幌町（日语：／ Shihoro chō */?）位於北海道十勝綜合振興局北部。境內有一半的土地被向南緩慢傾斜的坡地覆蓋，音更川等河流則流經城鎮中心。士幌町的東邊是佐倉山的丘陵地帶，以居邊川和海拔低的山岳與本別町接壤。當地以農業、酪農業為主，生產馬鈴薯、牛肉和沙棘果等。
名稱來自阿伊努語「su-woro-pet」（將鍋浸在水中的河流）或「so-poro」（大瀑布）。

## 歷史
- 1898年3月：來自岐阜縣美濃開墾合資公司的開拓者開始移入中士幌地區，許多開拓者是濃尾地震的受害者。[3]
- 1921年4月1日：中士幌地區自音更村（現在的音更町）分村[4]，由於位於音更川的上游，因此命名為川上村。
- 1925年4月1日：川合村（現在的池田町）的部份區域併入川上村。
- 1926年6月1日：由於北海道內有相似的地名，為避免混淆，川上村改名為士幌村。
- 1931年4月1日：上士幌村（現在的上士幌町）從士幌村分村。
- 1933年6月：池田町的下居邊地區被併入士幌村。
- 1962年11月1日：改制為士幌町。

## 交通

### 機場
- 帶廣機場（位於帶廣市）

### 鐵路
- 曾經有士幌線和北海道拓殖鐵路通過，現皆已廢線。

### 道路
| 一般國道 - 國道241號 - 國道274號 主要地方道 - 北海道道134號本別士幌線 | 道道 - 北海道道316號上士幌音更線 - 北海道道337號上士幌士幌音更線 - 北海道道417號士幌停車場線 - 北海道道496號下居邊高島停車場線 - 北海道道596號中士幌停車場線 - 北海道道661號士幌然別湖線（士幌高原道路） - 北海道道771號笹川士幌線 - 北海道道1144號士幌上士幌線 |

## 觀光景點
- 大雪山國立公園
- 士幌溫泉廣場綠風
- 士幌高原里
- 士幌交通公園
- 朝陽公園（螢之里）
- 下居邊運動公園（公園高爾夫場）
- 美濃之家・傳統農業保存傳承館

## 教育

### 高等學校
- 道立北海道士幌高等學校

### 中學校
- 士幌町立中央中學校

### 小學校
| - 士幌町立上居邊小學校 - 士幌町北中音更小學校 - 士幌町佐倉小學校 - 士幌町士幌小學校 | - 士幌町下居邊小學校 - 士幌町中士幌小學校 - 士幌町西上音更小學校 - 士幌町新田小學校 |

## 姊妹市・友好都市

### 日本
- 美濃市（岐阜縣）：由於士幌町最初是由來自美濃的開拓者所開墾，締結於1994年。

## 本地出身的名人
- 山影博明：競速滑冰選手